# Thomas Katrozan
Thomas Katrozan (* 29. April 1980 in Borna) ist ein deutscher Musiker und Popsänger, der als Drittplatzierter der 13. Staffel der RTL-Castingshow Deutschland sucht den Superstar bekannt wurde.

## Leben
Thomas Katrozan (alias Katze) bekam als Kind Klavierunterricht, das Gitarre spielen brachte er sich selbst bei. Auf dem Gymnasium war er Mitbegründer der Schulband. Nach dem Abitur begann Katrozan ein Studium der Kulturwissenschaften und Ethnologie, das er aber abbrach, um sich zum Tontechniker ausbilden zu lassen. Manchmal war er arbeitslos, gelegentlich arbeitete er auch als Party-DJ, Bühnen- und Messebauer. 2012 gründete er in Leipzig die Reggae-Blues-Band Captain Katze, die mittlerweile zahlreiche Auftritte im Raum Leipzig hatte. Zusammen mit Captain Katze ist er auf einigen YouTube-Videos zu sehen. 2015 arbeitete er als Saisonkraft und Entertainer im Freizeitpark Belantis.

## DSDS
Vom 2. Januar bis zum 7. Mai 2016 war Thomas Katrozan Kandidat bei Deutschland sucht den Superstar/Staffel 13. Sein erster Auftritt in Castingform fand am 16. Januar 2016 statt. Er erreichte beim Finale am 7. Mai 2016 den 3. Platz. Anschließend war er von 22. Mai bis 8. Juni 2016 mit der DSDS Top 6 Live in Concert-Show auf Tour.

## Diskografie

### Singles
- 2016: Glücksmoment
- 2018: Chillen & Grillen
- 2018: Mary Jane
- 2019: Fieber Dub
- 2019: Bleib wie du bist
- 2022: All Together Now